# Stenolophus spuria
Stenolophus spuria är en skalbaggsart som beskrevs av Carl Hildebrand Lindroth. Stenolophus spuria ingår i släktet Stenolophus och familjen jordlöpare. Inga underarter finns listade i Catalogue of Life.